# Pierre Val
Vous pouvez aider à l'améliorer ou bien discuter des problèmes sur sa page de discussion.
- Il ne cite pas suffisamment ses sources. Vous pouvez indiquer les passages à sourcer avec {{référence nécessaire}} ou {{Référence souhaitée}}, et inclure les références utiles en les liant aux notes de bas de page. (Marqué depuis juillet 2016)
- Sa forme n’est pas encyclopédique et ressemble trop à un curriculum vitæ. Modifiez le texte pour aider à le transformer en article neutre. (Marqué depuis juillet 2016)

- Archive Wikiwix
- Bing
- Cairn
- DuckDuckGo
- E. Universalis
- Gallica
- Google
- G. Books
- G. News
- G. Scholar
- Persée
- Qwant
- (zh) Baidu
- (ru) Yandex
- (wd) trouver des œuvres sur Wikidata

Pierre Val, né le 16 juin 1969, est un acteur et metteur en scène français, travaillant aussi dans le doublage et les enregistrements de documentaire.

## Biographie
Pierre Val se forme au conservatoire de Metz, au cours Florent, à l'atelier Steve Kalfa, Olivier Py, Jos Houben au cours Lecoq…
Son parcours oscille entre diverses formes de théâtre incarnés par différents lieux et metteurs en scène. Depuis 1988, il travaille sous les directions de Jérôme Savary, Georges Wilson (dont il est également l'assistant), Lambert Wilson entre autres.
En 2007, il fonde la compagnie du Verbe et du Complément avec Sylvain Katan. Il écrit, adapte, met en scène et interprète plusieurs spectacles dont Monsieur Leclou au festival off Avignon, Le système du docteur Goudron… à l'opéra théâtre de Metz, Arria Marcella de Théophile Gautier sur le site archéologique de Bliesbruck, ou encore La Ballade de la geôle de Reading à La Pumpe de Berlin.
En 2009, il joue le malade imaginaire au Théâtre de la Porte-Saint-Martin aux côtés de Michel Bouquet.
En 2011, il interprète le Don Juan de Brecht au Lucernaire et au théâtre de l'Œuvre sous la direction de Jean-Michel Vier.
Depuis 2000, il collabore régulièrement avec la compagnie Liba théâtre sur différentes créations : La Très Excellente… Histoire de Marie Stuart, La Traversée de Samuel R, Chez Marcel, Don Juan, Transportés…
Au cinéma, on le retrouve dans Capitaine Conan de Bertrand Tavernier et la Cité de la peur d'Alain Berberian.
À la télévision, il tourne dans Malevil de Denis Maleval et dans la série Alice Nevers pour TF1, L'Amour à 200 mètres pour France 2.
Il a aussi été la voix française de Mazuka dans la série Dexter et enregistre régulièrement pour Radio France.
Il anime par ailleurs un atelier théâtre expression auprès d'enfants et d'adultes amateurs et collabore sur des formations en entreprise.

## Théâtre
- Le Misanthrope de Molière, mise en scène Chloé Lambert et Nicolas Vaude, théâtre Le Ranelagh (2020)
- Moâ, Sacha ! d'après Sacha Guitry (2019), Théâtre de Poche Montparnasse
- Transportés de Jean-Michel Vier (2016) Théâtre La Bruyère.
- La ballade de la geôle de Reading d'Oscar Wilde (2013).
- Monsieur Leclou de Pierre Val (2007-2008-2011).
- Don Juan de Bertolt Brecht d'après Molière (2009) mise en scène par Jean-Michel Vier.
- Le malade imaginaire de Molière (2009) mise en scène de Georges Werler avec Michel Bouquet.
- Arria Marcella de Théophile Gautier (2007) mise en scène de Pierre Val.
- Chez Marcel, cabaret Proust adaptation et mise en scène de Jean-Michel Vier (2004-2005).
- Le système du docteur Goudron d'Edgar allan Poe (2003-2004) mise en scène de Pierre Val.
- Folles de son corps de Gérard Moulévrier.
- La traversée de Samuel R. de Jean-Michel Vier (2002).
- La très excellente, lamentable et tragique histoire de Maris Stuart (2000-2001-2002) de Jean-Michel Vier et Valérie Karsenty d'après W.F. Schiller.
- Henri IV de Luigi Pirandello (1994-1995-1996) mise en scène de Georges Wilson.
- Les caprices de Marianne d'Alfred de Musset (1994), mise en scène de Lambert Wilson avec Lambert Wilson, Anouk Ferjac.
- Les dimanches de MR. Riley (Enter a free man) de Tom Stoppard (1992-1993) mise en scène de Georges Wilson au théâtre de l'Œuvre.
- Ruy Blas de Victor Hugo (1992) mise en scène de Georges Wilson.
- Le Météore de Friedrich Dürrenmatt (1992) mise en scène de Georges Wilson.
- Eurydice de Jean Anouilh (1991) mise en scène de Georges Wilson avec Sophie Marceau, Lambert Wilson, Georges Wilson, Elsa Zylberstein.
- D'Artagnan de Jean-Loup Dabadie d'après Alexandre Dumas (1988-1989) mise en scène de Jérôme Savary.

## Concerts
- 2004 : Le système du docteur Goudron et du professeur Plume, avec l'Orchestre Imaginaire, la musique de Fabrice Kastel et la direction de Fabrice Kastel.
- 2007 : America, avec l'Orchestre National de Lorraine et la musique de Pierre Thilloy. Direction de Kanako Abé.
- 2007 : Arria Marcella de Théophile Gautier avec la musique Pierre Thilloy.
- 2015 : Récitant avec le trio KDM.
- 2016 : création mondiale de Cris, oratorio de Thierry Escaich d'après le roman de Laurent Gaudé, à l'occasion du centenaire de la bataille de Verdun sous la direction de Geoffroy Jourdain.

## Filmographie

### Cinéma
- 1994 : La Cité de la peur de Alain Berbérian : le deuxième assistant d'Odile
- 1995 : Une vie courte de Olias Barco : Smili (moyen métrage)
- 1996 : Capitaine Conan de Bertrand Tavernier : Jean Erlane

### Télévision
- 1994 : Les Caprices de Marianne (téléfilm) de Jean-Daniel Verhaeghe : Tibia
- 2003 : La Vie érotique de la grenouille (téléfilm) de Bertrand Arthuys : Bertrand
- 2009 : Malevil (téléfilm) de Denis Malleval : Colin
- 2012 : Le juge est une femme (série) : Arnaud Vassin (1 épisode)
- 2015 : L'amour à 200m[Quoi ?][source insuffisante]
- 2021 : La Dernière partie (téléfilm) de Ludovic Colbeau-Justin : bâtonnier

## Doublage
Films
- Steve Zahn dans :
  - Happy Texas (1999) : Wayne
  - Hamlet (2000) : Rosencrantz

- 2000 : Aniki, mon frère : Ken (Claude Maki[1])
- 2002 : Dirty pretty things : Guo Yi (Benedict Wong)
- 2003 : Mon boss, sa fille et moi : Henderson (Dave Foley)
- 2005 : Appelez-moi Kubrick : Willie (Burn Gorman)
- 2008 : Clara : Tausch (Béla Fesztbaum[2])
- 2013 : Diana : Patrick Jephson (Charles Edwards[3])
- 2014 : Serena : Campbell (Sean Harris)
- 2017 : La Belle et la Bête : voix additionnelles

Téléfilms
- 2017 : Destin brisé : Britney Spears, l'enfer de la gloire : Sam Lutfi (Benjamin Arce)

Séries télévisées
- C. S. Lee dans :
  - Dexter (2006-2013) : Vince Masuka
  - Chuck (2008) : Harry Tang (saison 1)
  - Blue Bloods (2010) : Mr Lin
  - Esprits criminels (2014)
  - Blunt Talk (2015) : Emanuel
  - True Detective (2015) : Richard Geldof
  - Bienvenue chez les Huang (2016) : Steve Chen
  - Chicago Med (2018-2019) : Bernard Kim

- 2015 : The Driver : Colin Vine (Ian Hart)

Séries d'animation
- 1999 : Clifford Le Gros Chien Rouge : Nonoss, Machiavel, Pedro, Jazzman et Victor
- 2003-2025 : Pororo le petit pingouin : Le Dragon (saisons 1 et 2)
- 2012 : Les Minijusticiers : Dino Et Voix Additionnelles (saison 2)
- 2021-2024 : La Maison Magique De Mickey : Pluto (voix de remplacement)

Jeux vidéo
- 2007 : Clifford : Sur l'île de Birdwell : Nonoss, Machiavel, Pedro, Victor
- 2007 : Clifford : En avant la musique ! : Nonoss, Machiavel, Jazzman l'oiseau, Pedro, Victor, le boulanger
- 2025 : Légendes Pokémon Z-A : ?